# Стара Новаља
Стара Новаља је насељено место у саставу града Новаље, на острву Пагу у Личко-сењској жупанији, Република Хрватска.

## Историја
До територијалне реорганизације у Хрватској налазила се у саставу старе општине Паг.

## Становништво
На попису становништва 2011. године, Стара Новаља је имала 286 становника.

## Попис1991.
На попису становништва 1991. године, насељено место Стара Новаља је имало 234 становника, следећег националног састава:
| Попис 1991.‍ | Попис 1991.‍ | Попис 1991.‍ | Попис 1991.‍ | Попис 1991.‍ |
| ----------- | ----------- | ----------- | ----------- | ----------- |
|             |             |             |             |             |
| Хрвати      | Хрвати      |             | 229         | 97,86%      |
| Аустријанци | Аустријанци |             | 1           | 0,42%       |
| Југословени | Југословени |             | 1           | 0,42%       |
| Мађари      | Мађари      |             | 1           | 0,42%       |
| Муслимани   | Муслимани   |             | 1           | 0,42%       |
| непознато   | непознато   |             | 1           | 0,42%       |
| укупно: 234 |             |             |             |             |